# Авъл Теренций Варон Мурена
Авъл Теренций Варон Мурена (на латински: Aulus Terentius Varro Murena; † 22 г. пр.н.е.) е политик на ранната Римска империя.

## Биография
Той се казва по рождение вероятно Авъл Лициний Мурена и е син на Луций Лициний Мурена (консул 62 пр.н.е.). Осиновен е от Авъл Теренций Варон (претор 184 пр.н.е.) и взема неговото име. Сестра му Теренция или Терентила се омъжва за Гай Цилний Меценат, поет, доверен приятел и политически съветник на Октавиан Август.
През 23 г. пр.н.е. (до 1 юли) е консул заедно с Октавиан Август XI (до 26 юни?). Избрани за суфектконсули са Луций Сесций Албаниан Квиринал и Гней Калпурний Пизон. Той прави заговор срещу Октавиан с Фаний Цепион 